# ヨズガト県
ヨズガト県 (ヨズガトけん、トルコ語: Yozgat ili) は、トルコ中部、中央アナトリア地方の県。

## 概要
北から時計回りにチョルム県、アマスィヤ県、東北にトカット県、東にスィヴァス県、南にカイセリ県、南西にネヴシェヒル県、西にクルシェヒル県、クルッカレ県と接している。県都はヨズガト。
幾つかのモスクが見られ、ヒッタイト、フリギア、ローマ、ビザンチン、オスマンと多くの国に支配された名残が見られる。

## 下位自治体
- ヨズガト（Yozgat）
- アクダーマデニ（Akdağmadeni）
- アイドゥンジュク（Aydıncık）
- ボアズルヤン（Boğazlıyan）
- チャンドゥル（Çandır）
- チャユララン（Çayıralan）
- チェケレク（Çekerek）
- カドゥシェフリ（Kadışehri）
- サライケント（Saraykent）
- サルカヤ（Sarıkaya）
- ソルグン（Sorgun）
- シェファートリ（Şefaatli）
- イェニファクル（Yenifakılı）
- イェルキョイ（Yerköy）